# Andy Kindler

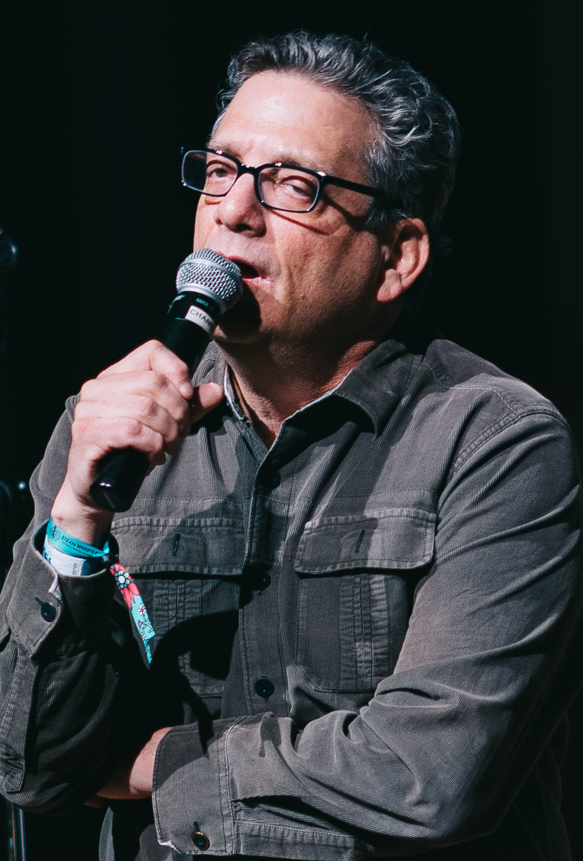
Andy Kindler, 2019

Andy Kindler (* 16. Oktober 1956 in New York City) ist ein US-amerikanischer Komiker aus New York. Er beschäftigt sich mit der Comedy-Industrie und kritisiert vor allem die Vorausschaubarkeit anderer Komiker.
Kindler spielte den „Andy“, einen Freund von Raymond, in der Sendung „Everybody Loves Raymond“ und war ein häufiger Gast in der „Late Show with David Letterman“. Ebenfalls trägt er zur „The Daily Show“ bei, hatte Auftritte auf HBO und bei den Zeichentrickserien „Dr. Katz“, „Home Movies“ und Bob’s Burgers. Er ist für seine jährliche Ansprache bei dem „Just vor Laughs Comedy Festival“ in Montreal bekannt.
Andy Kindler lebt jetzt in Los Angeles. Er ist seit 2003 mit der Fotografin und Regisseurin Susan Maljan verheiratet und hat einen Sohn.